# Knopentheorie
Knopentheorie is een deelgebied van de topologie. De topologie bestudeert eigenschappen van lichamen die niet veranderen bij continue vervorming. Knopentheorie onderzoekt welke knopen in elkaar kunnen worden vervormd. Daarbij is een knoop een wiskundige idealisering van een stuk touw waarvan de eindjes zijn samengebonden, dat wil zeggen eigenlijk een rondlopend stuk touw dat met zichzelf in de knoop zit.
De ruimtelijke figuur die de knoop vormt, is een inbedding van een gesloten kromme in de driedimensionale ruimte. Voor een precieze definitie wordt de hele klasse van equivalente inbeddingen ("knopen") als knoop opgevat. Het is gemakkelijk in te zien dat de knoop bepaald wordt door de manier waarop de lijn om zichzelf heen draait en niet door de verdere ruimtelijke structuur.
Er zijn belangrijke verbanden tussen de knopentheorie en de grafentheorie.

## Voorbeelden

Cirkel, de triviale knoop.
Het klavertje drie of de klaverbladknoop, het eenvoudigste voorbeeld van een niet-triviale knoop.
De Pretzelknoop

## Knoopdiagram
In de voorbeelden hierboven wordt de knoop grafisch voorgesteld in een knoopdiagram door het beeld van de inbedding te projecteren op een vlak dat zodanig wordt gekozen dat het beeld zichzelf slechts een eindig aantal keren snijdt in duidelijk gescheiden kruispunten. Bij elk kruispunt wordt een conventioneel teken aangebracht om aan te geven welke van de twee delen van het touw "boven" het andere ligt, bijvoorbeeld door het "onderste" deel onderbroken te tekenen.
De technieken uit de knopentheorie die gebaseerd zijn op de studie van knoopdiagrammen, heten combinatorische methoden.

### Reidemeister-bewegingen
Twee knopen zijn gelijkwaardig als ze door continue vervorming in elkaar kunnen overgaan zonder dat in een tussenliggende stap de lus zichzelf snijdt.
Gelijkwaardige knopen kunnen door projectie aanleiding geven tot verschillende knoopdiagrammen. Zelfs één knoop kan, geprojecteerd op vlakken met een verschillende oriëntatie in de driedimensionale ruimte, verschillende diagrammen opleveren. Die diagrammen kunnen echter in elkaar worden omgevormd door een reeks elementaire stappen.
Een Reidemeister-beweging is één van 6 mogelijke transformaties van een knoopdiagram waarvan geweten is dat ze het type van de knoop (de klasse van gelijkwaardige knopen waartoe de knoop behoort) niet wijzigen.
De Reidemeister-bewegingen zijn:
- een lus toevoegen aan een lijnsegment
- een lus verwijderen uit een lijnsegment
- twee overlappende lijnsegmenten scheiden
- twee aanliggende, gescheiden lijnsegmenten doen overlappen
- een lijnsegment dat boven twee kruisende segmenten ligt, over de kruising van die twee segmenten schuiven (dit wordt als twee verschillende bewegingen opgevat naargelang van de onderlinge hoogte van de twee kruisende segmenten)

Alexander en Briggs hebben aangetoond dat ook het omgekeerde geldt: diagrammen van gelijkwaardige knopen kunnen altijd in elkaar worden omgevormd door een reeks Reidemeister-bewegingen.

## Invarianten
Reidemeister-bewegingen kunnen aantonen dat twee knopen gelijkwaardig zijn. Vaststellen dat twee knopen niet gelijkwaardig zijn, vereist andere technieken.
Een invariant is een wiskundig object dat kan worden geassocieerd met een knoop, en dat behouden blijft bij Reidemeister-bewegingen. Als twee knopen een verschillende waarde hebben voor een invariant, dan bewijst dit dat ze niet gelijkwaardig zijn.

### Voorbeelden
- Een kleuring van een knoopdiagram associeert met elk lijnsegment één van de drie woorden "rood", "geel" of "blauw", zodanig dat niet alle segmenten dezelfde kleur hebben, en dat bij iedere kruising ofwel alle drie de segmenten dezelfde kleur hebben, of alle drie de kleuren vertegenwoordigd zijn. Een diagram is kleurbaar als het minstens één kleuring heeft. Kleurbaarheid blijft behouden bij Reidemeister-bewegingen. Het klavertje drie is kleurbaar (er zijn drie lijnsegmenten: geef ze alle drie een verschillende kleur) en de triviale knoop is dat niet. Daaruit volgt dat het klavertje drie niet de triviale knoop is.
- Zij p een priemgetal groter dan 2. Als met ieder lijnsegment in een diagram een restklasse modulo p kan geassocieerd worden zodanig dat bij elke kruising de restklasse van het bovenste segment maal 2, min de restklassen van de onderste segmenten, gelijk is aan 0 modulo p, dan zeggen we dat het diagram "gelabeld kan worden modulo p". Kleurbaarheid is hetzelfde als gelabeld kunnen worden modulo 3. Al dan niet gelabeld kunnen worden modulo p is een invariant voor Reidemeister-bewegingen.

## Generalisaties
Topologen bestuderen in het algemeen de inbeddingen van een gegeven variëteit M in een hogerdimensionale variëteit N, op een continue vervorming van N na die de injectiviteit bewaart.
Een eerste voor de hand liggende generalisatie is de vervanging van {\displaystyle \mathbb {R} ^{3}} door zijn eenpunts-compactificatie, de drie-sfeer S3.
Men zegt dat M knoopt in N als er twee niet-equivalente inbeddingen van M in N bestaan.
Knopentheorie kan ook in andere categorieën van variëteiten worden bedreven. Men kan bijvoorbeeld eisen dat alle variëteiten en afbeeldingen glad (onbeperkt differentieerbaar) zijn. Het is bekend dat de gladde n-sfeer niet knoopt in de gladde n+1-sfeer als n verschillend is van 3 (het geval n=3 is een open probleem).

## Verwante begrippen
Een vlecht is een equivalentieklasse van lijndiagrammen in het vlak die buiten een begrensd gebied bestaan uit n parallelle rechten, en waarbij binnen dat gebied een eindig aantal georiënteerde kruisingen optreedt.
Een schakel is een equivalentieklasse van inbeddingen in de Euclidische ruimte van een eindig aantal disjuncte kopieën van de cirkel. Een knoop is een bijzonder geval van een schakel. De Alexander-polynoom is eigenlijk een link-invariant. Voorbeelden van niet-triviale schakels zijn de Borromeaanse ringen en andere Brunniaanse verbindingen.

## Voetnoten
1. ↑  Livingston (1993) p. 29.
2. ↑  Livingston (1993) pp. 30-31.